# Chelyosoma orientale
Chelyosoma orientale är en sjöpungsart som beskrevs av author unknown. Chelyosoma orientale ingår i släktet Chelyosoma och familjen högermagade sjöpungar. Inga underarter finns listade i Catalogue of Life.